# 3785 Kitami
A 3785 Kitami (ideiglenes jelöléssel 1986 WM) egy kisbolygó a Naprendszerben. Tsutomu Seki fedezte fel 1986. november 30-án.